# Bem livre
Os bens livres são aqueles cujo acesso é livre a todos indistintamente, sem a concorrência no consumo, e sem que seja necessário pagar por seu uso.
Esses bens estão, portanto, disponíveis livremente no ambiente em que vivemos. é o caso da luz solar, da água, e do ar que respiramos, entre outros. Qualquer pessoa pode respirar sem que isso implique em menos ar aos demais. 
Portanto, os bens livres caracterizam-se por não envolver relações de ordem econômica em seu consumo, isto é, não têm preço.